# 主保聖人
主保聖人（英語：Patron saint），是守護聖者的意思，是基督教部分宗派對聖人或天使使用的特定稱呼之一，通常用於教會所期望保護的某地區、某人（例如受洗的基督徒）、某職業、某團體或特項活動。例如聖母瑪利亞是主保聖人之一，所有人都可以請聖母為自己向天主代禱，也在一些地方以不同身分來作為主保聖人，例如在墨西哥的瓜達露佩聖母。英格蘭的主保聖人是聖喬治，蘇格蘭的主保聖人是聖安得烈，愛爾蘭的主保聖人是聖派翠克與聖布麗姬，木匠的主保聖人是聖若瑟，水手的主保聖人是聖尼古拉與聖米迦勒等。
所有正統的基督宗教只信奉聖父、聖子、聖靈/聖神是三位一體的唯一真神，所以主保聖人不是神，但主保聖人可以代替信徒向天主祈禱，當教會宣布某一聖人是主保聖人，即意味著那位聖人在某一方面的代禱特別有效。主保聖人的選定與其根據地多與守護對象的某些歷史或傳奇有關。
天主教會、東正教會、東方正統教會、一些信義宗及聖公宗會對主保聖人或聖人的敬禮。當天主教會或東正教會的基督徒受洗時，受洗者會領受一個聖人的名字，稱為「聖名」或「教名」、「洗名」，一般認為該聖名之聖人會保佑領受了自己聖名的人。一座教堂或一個機構可能會選擇一位聖人作為其主保聖人，以期在這位聖人的轉禱下，信友能夠效法該位聖人的生活榜樣和德行，並獲得天主的祝福與保護。